# Boen (Duitsland)
Boen is een middeleeuws veenontginningsdorp in het kerspel Bunde in het Rheiderland, gelegen tussen Bunde en Wymeer (Duitsland).

## Naam
De naam komt voor als Bodem (1556), Boen (1579), Baen (1585), Bohne (1645) of Bohlen (1719). De herkomst is onduidelijk. Hij hangt mogelijk samen met de naam van het buurdorp Bunde, waarvan de oorsprong eveneens onzeker is. Mogelijk gaf het dorp zijn naam aan de Booneschans bij Hamdijk,.vermoedelijk aangelegd in 1589.

## Bonewerda en Bundergaarde
De huidige nederzetting Boen is ontstaan door het opschuiven van oudere bewoning, die moest uitwijken voor de uitbreiding van de Dollard. Deze oudere nederzetting is mogelijk identiek aan het kerkdorp Bonewerda, dat in een parochieregister van omstreeks 1475 wordt genoemd. Het oudste dorp lag misschien op een van de rivierduinen langs Westerwoldse Aa. Een nederzetting Garun ('familiebezit, boerderij') wordt in deze contreien al in de eerste helft van de negende eeuw vermeld.
Vijfhonderd meter ten zuiden van het Wymeerer Sieltief is een plek met baksteenpuin gevonden, waar mogelijk een kerk heeft gestaan. Het oudste bewoningslint wordt gemarkeerd door een veldweg die als Unterweg (Unnerweg) bekend stond. Het gebied tussen deze weg en het zijldiep wordt Boenster Hammerk genoemd.
Rond 1500 werd een eerste dijk tegen het Dollardwater aangelegd, in 1545 volgde een nieuwe zomerdijk (de Swelchdijk of Oll Diek), waardoor de kwelders als weiland konden worden gebruikt, waarna de hoge kwelders in 1605 werden bedijkt als de polder Alt-Bunderneuland.
Het eiland Jarde of Bundergaarde (1579 Bontergaerden, 1595 Bondergarden,1620 de Gare) ontleende zijn naam kennelijk aan dezelfde nederzetting die eerder Garun heette. Het eiland was in 1589 nog ruim een halve hectare groot en lag wellicht in de omgeving van de Charlottenpolder. De naam Bonewerda ('Boenerwaard') contrasteert met Bunde, dat in die tijd ook wel Hoghe Bunde, Hogebunde of Bunwyda werd genoemd. Getekende kaarten van rond 1600 situeren hier tevens de Bunder Borster ('oever') en de Bonderwarf, een vluchtheuvel voor weidend vee.

## Dunelee
Bonewerda is mogelijk identiek aan Dunelee (soms verbasterd tot Duwele, Duvelee of Donellen), een verdronken nederzetting die eveneens in deze omgeving gesitueerd moet worden. Dune Lee wordt vanaf het midden van de 16e eeuw genoemd in een lijst van verdwenen Dollarddorpen..Het dorp komt niet voor in middeleeuwse parochielijsten. Mogelijk lag het op een van de rivierduinen bij Nieuweschans, waar het riviertje de Lethe in de Westerwoldse Aa uitmondde. Het moet dan identiek zijn geweest met het kerkdorp Bonewerda of Jarde.
De naam Dunelee ('duinen langs de Lethe') lijkt samen te hangen met de Johannietercommanderij Dünebroek, die in 1319 voor het eerst genoemd wordt onder de naam Wymaria (Wymeer). Mogelijk is dit klooster later naar het zuiden verplaatst. Een alternative lokalisering is voormalige boerderij Dünkirchen (Duinkerken) in de buurt van Marienchor, eerder vermoedelijk een voorwerk van het klooster Dünebroek.
Donella is tevens een boerderij onder Finsterwolde (Weg Finsterwolderhamrik 17), genoemd naar het verdronken dorp.

## Leebrouck
Op een kaart van Christiaen s'Grooten van omstreeks 1580 is sprake van een nederzetting LeeBrouck in plaats van Boen. Deze naam verwijst mogelijk naar het riviertje De Lethe dat vanuit het achterland bij Bellingwolde langs het Lietsland, Leidsland, Ließland, of Letsland naar zee liep. Dit was een hoge kwelder waarop in 1628 de vesting Nieuweschans is gebouwd. Vanuit de Lethe geredeneerd sloten de landerijen van het klooster Dünebroek, de nederzetting Leebrouck en het oudere Dunelee bij elkaar aan. Het meest westelijke deel van het dorp Bunde stond eveneens bekend als Brocke (1588) oftewel Broekster Rott.